# Ceroplastes eugeniae
Ceroplastes eugeniae är en insektsart som beskrevs av Hall 1931. Ceroplastes eugeniae ingår i släktet Ceroplastes och familjen skålsköldlöss. Inga underarter finns listade i Catalogue of Life.